# 教友会
教友会（旧仮名：けういうくゎい、新仮名：きょうゆうかい）は、無教会派の内村鑑三の機関紙『聖書之研究』の読者を中心に、日本各地と海外に結成されたキリスト教の共同体である。

## 歴史
聖書之研究の読者を中心として、キリストにある愛の共同体の実現を計ろうとする気運が高まった。内村鑑三の提案によって、1905年頃に新潟県柏崎市に、次に新潟県大鹿の読者によって最初の「教友会」が成立した。
1905年10月発行の聖書之研究（当時の題は「新希望」）で内村鑑三はローマ書13章8節を引用して、愛の交わりを強調して、読者が各地に教友会を設立することを慫慂した。
1905年新潟県三条、大鹿、柏崎、長野県上田、下高井郡木島、小諸、東筑摩、南安曇郡東穂高、福島県伊達郡粟野、千葉県山武郡鳴浜、岩手県花巻、福島県本宮、米国のハワイに誕生して、1905年4月にはカリフォルニアにも誕生した。
11月25日には東京角筈に誕生した。
1912年、内村が3度目の札幌伝道に行った時に、札幌独立キリスト教会の竹崎八十雄が教友会を全国的に組織しようと提案した。しかし、内村と教友会のメンバーによって拒否された。
1917年頃になると、教友会という名称は実際に使用されなくなった。1918年に内村鑑三が再臨運動を始めると、教友会は柏木兄弟団として発展解消される。

## 構成
17歳から40歳までの青年と壮年が中心で、独立して農業従事者と商業経営者などが中心になっていた。